# Itadaki Street DS
Itadaki Street DS es un videojuego de tablero desarrollado por Armor Project y publicado por Square Enix para  la videoconsola portátil Nintendo DS. El videojuego únicamente fue publicado en Japón, llegando al mercado el 21 de junio de 2007.
Itadaki Street DS es la séptima entrega de la serie Itadaki Street, serie de juegos de tablero basada en los personajes de Dragon Quest, creados por Square Enix. Esta entrega cuenta, además, con personajes de la serie Mario como invitados.